# Jordi Roura Solà
Jordi Roura Solà (Llagostera, Gerona, 10 de septiembre de 1967) es un exfutbolista y entrenador español. Fue el segundo entrenador de Tito Vilanova durante la temporada 2012-2013 en el Fútbol Club Barcelona de la Primera División de España, y fue director de la cantera del club de 2014 a 2021.

## Futbolista
Su carrera futbolística comenzó en el Fútbol Club Barcelona Atlètic en 1987 siendo procedente de La Masía, jugó dos temporadas en el Fútbol Club Barcelona un total de 10 partidos a causa de una lesión grave de rodilla. Debutó en la victoria del Barça de Johan Cruyff frente al Elche Club de Fútbol por 0 a 3 conseguida el 11 de septiembre de 1988. En 1989, una grave lesión en la vuelta de la Supercopa de Europa contra al A. C. Milan (quien saldría campeón), truncó su carrera en el primer equipo.
Después trató de buscar mejor suerte, llegando a jugar en el Real Murcia Club de Fútbol once partidos y en el Unió Esportiva Figueres en Segunda División, pero aquello no funcionó y finalmente se despidió de las canchas a los 25 años.

## Entrenador
Comenzó como el asistente técnico de Carles Rexach en el Yokohama Flugels de Japón,pero fue un corto periodo entre 1998 y 1999 debido a que Rexach abandonó el club japonés al final de la temporada. Luego trabajó en la secretaría técnica del Terrassa Futbol Club hasta junio de 2007, cuando pasó a entrenar al Centre d'Esports L'Hospitalet. Los resultados no acompañaron y fue cesado a finales de ese mismo año.
Gran conocedor del club barcelonista, acompañó en el cuerpo técnico a su antiguo compañero Josep Guardiola, con quien jugó en el primer equipo (dirigidos por Johan Cruyff). Guardiola lo trajo desde el F. C. Barcelona B, donde era asistente de Luis Enrique (que se había ido a la Roma), para hacer los análisis de partidos e informes de los rivales.
Desde la promoción de Tito Vilanova a primer entrenador del Fútbol Club Barcelona en junio de 2012, Roura se convirtió en el segundo entrenador del conjunto catalán. Dirigió al equipo durante dos partidos tras una expulsión del primer entrenador ante Osasuna. También fue el elegido para hacerse cargo del primer equipo desde el 19 de diciembre de 2012, día en que Tito Vilanova tuvo que prepararse para una intervención quirúrgica debido a un cáncer; hasta el 2 de abril de 2013, cuando regresó Vilanova para dirigir nuevamente a los futbolistas. Durante este periodo, el conjunto catalán cayó en semifinales de la Copa del Rey, mantuvo con solvencia el liderato en la Liga española y avanzó a los cuartos de final de la Liga de Campeones.
El 19 de julio de 2013 se convirtió en el máximo responsable del primer equipo, tras la dimisión forzada e inesperada de Tito Vilanova; cargo que ocupó hasta el 26 de julio, fecha en la que fue presentado el sustituto de Vilanova: Gerardo 'Tata' Martino. Durante este breve período de tiempo, dirigió al equipo en un amistoso que lo enfrentó al Bayern de Múnich de Pep Guardiola, cayendo por un resultado de 2-0. Tras la presentación oficial del 'Tata', todavía dirigió al Barcelona en dos partidos amistosos más; frente al Valerenga (0-7) y Lechia Gdansk (2-2). El resto de la temporada fue uno de los asistentes del técnico argentino.
El 19 de mayo de 2014, el Barcelona anuncia el nombramiento de Roura como director del fútbol formativo.

## Trayectoria como jugador

### Equipos
| Club                    | País   | Año       |
| ----------------------- | ------ | --------- |
| F. C. Barcelona Atlètic | España | 1987-1989 |
| F. C. Barcelona         | España | 1988-1990 |
| Real Murcia             | España | 1991-1992 |
| U. E. Figueres          | España | 1992-1993 |

### Palmarés
| Título           | Club            | País   | Año  |
| ---------------- | --------------- | ------ | ---- |
| Recopa de Europa | F. C. Barcelona | España | 1989 |
| Copa del Rey     | F. C. Barcelona | España | 1990 |

## Trayectoria como entrenador

### Equipos
| Club                                    | País   | Año       |
| --------------------------------------- | ------ | --------- |
| Yokohama Flugels (Asistente Técnico)    | Japón  | 1998-1999 |
| C. E. Hospitalet                        | España | 2007      |
| F. C. Barcelona "B" (Asistente Técnico) | España | 2008-2009 |
| F. C. Barcelona (Analista Técnico)      | España | 2009-2012 |
| F. C. Barcelona (Segundo entrenador)    | España | 2012-2013 |
| F. C. Barcelona (Entrenador)            | España | 2013      |
| F. C. Barcelona (Asistente)             | España | 2013-2014 |